# Стівен Лейбутт
Стівен Джон Лейбутт (англ. Stephen John Laybutt; 3 вересня 1977, Літгоу, Австралія — 13 січня 2024) — австралійський футболіст, що грав на позиції захисника.
Виступав за національну збірну Австралії.

## Клубна кар'єра
Вихованець юнацьких команди Австралійського інституту спорту.
У дорослому футболі дебютував 1995 року виступами за команду клубу «Вуллонгонг Вулвз», в якій провів два сезони, взявши участь у 29 матчах чемпіонату.
Своєю грою за цю команду привернув увагу представників тренерського штабу клубу «Брисбен Страйкерс», до складу якого приєднався 1997 року.
Протягом 1999 року захищав кольори команди клубу «Бельмаре». 1999 року уклав контракт з клубом «Парраметта Пауер», у складі якого провів наступний рік своєї кар'єри гравця.
З 2000 року жодного сезонів захищав кольори команди клубу «Феєнорд».
Згодом з 2000 по 2002 рік грав у складі команд клубів «Росендал», «Люн» та «Сідней Олімпік».
З 2002 року знову, цього разу один сезон захищав кольори команди клубу «Брисбен Страйкерс». Протягом 2003—2004 років захищав кольори команди клубу «Мускрон».
З 2004 року три сезони захищав кольори команди клубу «Гент». Тренерським штабом нового клубу також розглядався як гравець «основи».
Протягом 2007—2008 років захищав кольори команди клубу «Ньюкасл Юнайтед Джетс». 2008 року перейшов до клубу «Дандалу», за який відіграв 2 сезони. Завершив професійну кар'єру футболіста 2010 року виступами за цей клуб.

## Виступи за збірні
Протягом 1999—2000 років залучався до складу молодіжної збірної Австралії. На молодіжному рівні зіграв у 9 офіційних матчах.
2000 року дебютував в офіційних матчах у складі національної збірної Австралії. Протягом кар'єри у національній команді, яка тривала 5 років, провів у формі головної команди країни 15 матчів, забивши 1 гол.
У складі збірної був учасником кубка націй ОФК 2004 року в Австралії, здобувши того року титул переможця турніру.

## Особисте життя
2021 року публічно повідомив що є геєм.
Наклав на себе руки у січні 2024 року.

## Титули і досягнення
- Володар Кубка націй ОФК: 2000, 2004